# Parabola della moneta smarrita

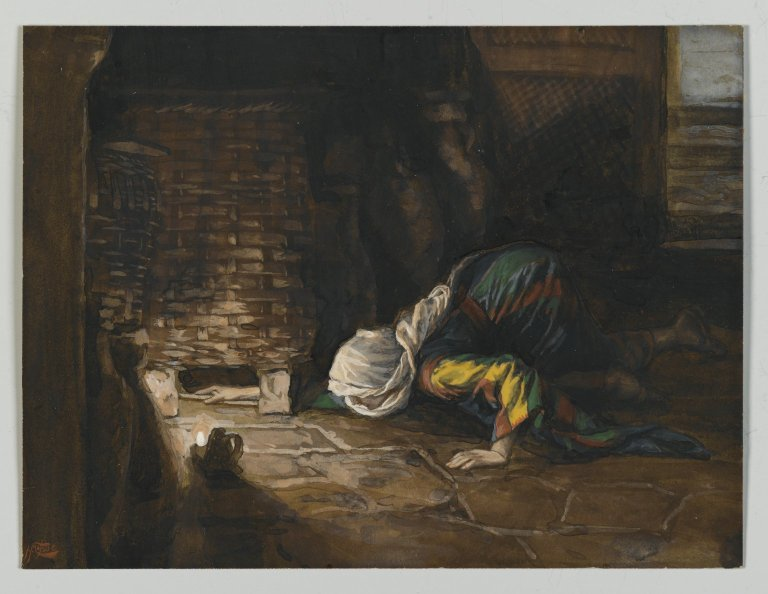
La moneta smarrita (James Tissot, Brooklyn Museum)

La Parabola della moneta smarrita, nota anche come Parabola della dramma smarrita, è una parabola di Gesù riportata solamente nel Vangelo secondo Luca, 15,8-10.

## Contesto
Il Vangelo secondo Luca inserisce questa parabola tra quella della pecora smarrita e quella del figlio prodigo, tutte e tre nel contesto del confronto tra Gesù e i Farisei che lo accusano di fermarsi con i peccatori e di mangiare con loro.